# Alfa Romeo Centauri
De Alfa Romeo Centauri is een conceptauto van het Italiaanse autohuis Alfa Romeo uit 1999. Het design geeft een kijk de toekomst in, en het is vrijwel zeker dat we invloeden van dit design de komende tijd nog niet te zien krijgen in nieuwe productiemodellen.
De conceptauto is een cabrio tweezitter met een V6 motor.